# Ballistic: Ecks vs. Sever II
Ballistic: Ecks vs. Sever II (Ballistic: Ecks vs. Sever en Amérique du Nord) est un jeu vidéo de tir à la première personne développé par Crawfish Interactive et édité par Bam! Entertainment, sorti en 2002 sur Game Boy Advance. Il est adapté sur le scénario final du film Ballistic, sorti la même année. Son prédécesseur, Ecks vs. Sever était basé sur une plus ancienne version du scénario et est sorti l'année précédente.

## Accueil
- IGN : 9/10[1]
- Jeuxvideo.com : 16/20[2]